# Николаевск (Волгоградская область)
Никола́евск — город (c 1967) в Волгоградской области России, административный центр Николаевского района. Образует городское поселение г. Николаевск.
Основан в 1747 году как слобода Николаевская.
Население — 13 460 чел. (2021).

## География
Город расположен на левом берегу Волги, в 190 км от Волгограда, напротив несколько выше по течению находится Камышин.

### Климат
Преобладает умеренно континентальный климат. Июль самый тёплый месяц в году со средней температурой 35 °C. Январь самый холодный месяц в году со средней температурой -15 °C.
Среднегодовое количество осадков — 395 мм.

## История
24 февраля 1747 года Сенат издаёт Указ о постройке соляных амбаров на левом берегу Волги и подчеркивает, где брать «охочих людей» на добычу Эльтонской соли. Указ для исполнения отписывается подполковнику Николаю Федоровичу Чемодурову, которого по праву можно считать основателем слободы Николаевской. Развитие торговли, промыслов и ремесел уже к концу XIX столетия сделало из простого чумацкого хуторка крупного поставщика сельскохозяйственной продукции, центр купеческих связей, перерабатывающей промышленности.
По состоянию на 1859 год слобода Николаевская относилась к Царевскому уезду Астраханской губернии. Согласно списку населённых мест Астраханской губернии 1861 года, составленном по сведениям за 1859 году, в слободе Николаевской проживало 6890 душ мужского и 7539 женского пола, в слободе имелись 4 православные церкви, училище, проводились 2 ярмарки, действовал ежедневный базар. Согласно переписи населения 1897 года наличное население слободы составило 20725 человек, постоянное 20369. Согласно Памятной книжке Астраханской губернии на 1900 год в слободе имелись судебный следователь, судья, нотариус, судебный пристав, 2 школы, ветеринар, детский приют. По состоянию на 1914 год в слободе проживало 14984 души мужского и 14878 женского пола, за слободой было закреплено 82241 десятин удобной и 61426 неудобной земли.
7 сентября 1918 года приказом № 62 Военного совета Северо-Кавказского военного округа была создана Царицынская губерния, в составе которой из 11 северных волостей Царевского уезда был создан самостоятельный Николаевский уезд.
В 1919—1928 годах слобода являлась центром Николаевского уезда Царицынской губернии. В 1928 году слобода становится центром Николаевского района Нижне-Волжского края (с 1934 года — Сталинградского края, с 1936 года — Сталинградской области). Постановлением ВЦИК от 1 августа 1936 года слобода Николаевская была отнесена к категории рабочих поселков

### Период Великой Отечественной войны
С первых дней нападения Германии на Советский Союз николаевцы стали жить по законам военного времени. На фронт было призвано и мобилизовано 9 600 жителей, в том числе с территории Николаевского района в нынешних его границах — 5 684 человека. Летом 1942 года во время ожесточённых боев на подступах к Сталинграду в Красную Армию ушли 350 человек — молодых людей, вчерашних десятиклассников, рабочих и колхозников. В сентябре-ноябре было мобилизовано ещё 700 призывников, которые ушли защищать Сталинград вместе с легендарной 13-й гвардейской дивизией генерала А. И. Родимцева, которая стояла на пополнении в Николаевске.
В это же время здесь вместе с семьёй жил писатель М. А. Шолохов.
Николаевский район — родина пятерых Героев Советского Союза.

### После переселения
Новый этап в жизни Николаевска начался после переселения посёлка в 1957 году на новое место в связи с созданием Волгоградского водохранилища. В районе развернулось широкомасштабное строительство мелиоративной системы (более 40 тысяч га орошения), жилья, объектов социально-культурной сферы.
Статус города Николаевску был присвоен 29 июня 1967 года.
Четверо николаевцев получили звание Герой Социалистического Труда.

## Население
| 1859  | 1897  | 1904  | 1908  | 1911  | 1914  | 1920  | 1939  | 1959  |
| ----- | ----- | ----- | ----- | ----- | ----- | ----- | ----- | ----- |
| 14429 | 20725 | 27534 | 27534 | 29857 | 29868 | 21431 | 12452 | 11010 |

| 1897    | 1959    | 1970    | 1979    | 1989    | 1992    | 1996    | 1998    | 2000    |
| ------- | ------- | ------- | ------- | ------- | ------- | ------- | ------- | ------- |
| 17 800  | ↘11 000 | ↗11 555 | ↗14 836 | ↗16 469 | ↗16 800 | ↘16 600 | ↘16 300 | ↘16 000 |
| 2001    | 2002    | 2003    | 2005    | 2006    | 2007    | 2008    | 2009    | 2010    |
| ↘15 800 | ↗16 125 | ↘16 100 | ↘15 500 | ↘15 200 | ↘15 100 | ↘14 900 | ↘14 686 | ↗15 075 |
| 2011    | 2012    | 2013    | 2014    | 2015    | 2016    | 2017    | 2018    | 2019    |
| ↗15 100 | ↘14 771 | ↘14 741 | ↘14 428 | ↘14 279 | ↘13 998 | ↘13 840 | ↘13 660 | ↘13 653 |
| 2020    | 2021    |         |         |         |         |         |         |         |
| ↘13 408 | ↗13 460 |         |         |         |         |         |         |         |

На 1 января 2025 года по численности населения город находился на 828-м месте из 1124 городов Российской Федерации.

## Образование

### Детские сады
- «Ромашка»
- «Теремок»
- «Солнышко»
- «Светлячок»
- «Сказка»

### Школы
- Средняя общеобразовательная школа № 1
- Средняя общеобразовательная школа № 2
- Средняя общеобразовательная школа № 3 с углублённым изучением отдельных предметов.
- Центр образования

### Учреждения дополнительного образования детей
- Детско-юношеская спортивная школа
- Музыкальная школа
- Детская школа искусств

## Культура
ККЗ «Космос», центральная детская библиотека, два городских библиотечных филиала, центральная районная библиотека, музей краеведения «Земля-Космос», Дом-музей М. А. Шолохова.

## Известные уроженцы
- Бережной, Иван Михайлович — Герой Социалистического Труда.
- Гусаров, Николай Иванович — советский партийный деятель.
- Емельяненко, Василий Борисович — Герой Советского Союза, лётчик-штурмовик.
- Зинченко, Пётр Иванович — советский психолог.
- Малышев, Юрий Васильевич — дважды Герой Советского Союза, советский космонавт.
- Наталушко, Сергей Владимирович — российский футболист.
- Николко, Евгений Григорьевич (род. 1944) — Заслуженный тренер России по спортивной гимнастике.
- Сивко, Иван Михайлович — Герой Советского Союза, моряк.

## Транспорт
С автовокзала города автобусы ходят в Волгоград, Энгельс, Саратов, Палласовку.